# Wilhelm Piecha
Wilhelm Piecha (ur. w 1898 roku w Zabrzu, zm. w 1960 roku) – powstaniec śląski, górnik.
Pochodził z rodziny robotniczej. 1 kwietnia 1920 roku został zaprzysiężony w Polskiej Organizacji Wojskowej Górnego Śląska. W czasie III powstania śląskiego walczył w rejonie Kędzierzyna oraz Gliwic. Był także założycielem Straży Obywatelskiej w Pawłowie. 15 grudnia 1921 roku został aresztowany i osadzony opolskim więzieniu za działalność konspiracyjną na terenie Pawłowa. 22 stycznia 1922 roku osiadł w Cieszynie i wstąpił do Straży Granicznej. W trakcie II wojny światowej był przymusowym robotnikiem na terenie III Rzeszy. Został odznaczony Śląskim Krzyżem Powstańczym.